# غافة الخضراء (محوت)
غافة الخضراء منطقة سكنية تقع في ولاية محوت، التابعة لمحافظة الوسطى في سلطنة عمان. يقدر عدد سكانها بـ 7 نسمة حسب إحصاء عام 2010 التابع للمركز الوطني للإحصاء والمعلومات الحكومي. رمز المنطقة هو 110230400.

## الوصلات الخارجية
- المركز الوطني للإحصاء والمعلومات، سلطنة عمان